# El Hijo de Rey Misterio
El Hijo De Rey Mysterio est un ancien catcheur américain d'origine Mexicaine. Il est issu d'une famille de catcheurs, qui compte notamment son propre père Rey Misterio, Sr. et son cousin Rey Mysterio. Il a lutté au sein de la Pro Wrestling Revolution avant de se retirer du catch en 2011.

## Carrière

### Extreme Rising
Lors du show du 29 décembre, il bat Bestia 666 (en) dans un Best of 3 Falls Match.

## Palmarès
- Pro Wrestling Revolution
  - 1 fois Pro Wrestling Revolution Tag Team Championship (premier) - avec Rey Misterio, Sr.[1]